# Zbure
Zbure este o localitate din comuna Šmarješke Toplice, Slovenia, cu o populație de 155 de locuitori.